# Herr
Herr (ibland förkortat hr) är en artighetstitel för en man. Motsvarande titel för en kvinna är fru eller fröken.
Orden herr och herre kommer från samma rot som härska, och användes ursprungligen under medeltiden om riddare. Titelns bruk var då formaliserat och ordet "herr" (latin: dominus) fick inte sättas framför en persons namn om han inte tillhörde denna kategori. Herre användes senare om en person som härskade över andra som till exempel Gud, en regent, furste eller konung. Ordet spred sig efter medeltiden successivt till lägre samhällsskikt. Liksom fallet är med bland annat engelskans mister (förvrängning av master) och franskans monsieur (förvrängning av monseigneur) kom titeln senare att användas även om icke adliga personer.
I en social miljö där artighetstitlar är etablerade, vilket är fallet i många länder, uppfattas det ofta som förolämpande att utelämna sådana. I Sverige har bruket av artighetstitlar gradvis försvunnit sedan sent 1960-tal. Tidigare kunde det dock uppfattas som förolämpning att tilltalas Ni (och "du" tolkades som oförskämdhet i formella sammanhang, förutom mot barn eller mot dem som man formellt hade lagt bort titlarna med genom en så kallad du-skål). I stället kunde "herr" + efternamn brukas som tilltalsord, eller i vissa fall "herrn" (exempelvis av serveringspersonal), om personens efternamn var okänt.

## I Sverige
I Sverige var titeln herr under medeltiden reserverad för riddare och senare, under 1600- och 1700-talen även adelsmän. Senare blev det en allmän titel. Fram till den så kallade du-reformen under 1960- och 1970-talen, användes "herr" i Sverige normalt vid tilltal till män som man inte var nära vän med och inte kände till någon annan titel på.
Titeln är ännu idag i formell mening knuten till innehavare av Serafimerorden eller till ledamöter av vissa kungliga akademier. De till- och omtalas i ceremoniella sammanhang med denna titel och efternamnet, till exempel herr Rudholm alternativt "Riksmarskalken herr Rudholm". Samma tilltalsbruk råder ännu idag inom Kungliga Vetenskapsakademien och Svenska Akademien, där titeln anses stå högre i rang än exempelvis titeln professor.

## I Finland
I Finland har utvecklingen varit densamma som i Sverige, även om genomslaget för du-reformen har kommit senare och långsammare. På finska motsvaras herr av herra.